# Штеркатен
Штеркатен (нім. Störkathen) — громада в Німеччині, розташована в землі Шлезвіг-Гольштейн. Входить до складу району Штайнбург. Складова частина об'єднання громад Келлінгузен.
Площа — 2,03 км2. Населення становить 95 ос. (станом на 31 грудня 2020).